# Franz Künstler
Pour l'homme politique et résistant au nazisme, voir : Franz Künstler (homme politique).
Franz Künstler, né le 24 juillet 1900 à Soost (de) en Autriche-Hongrie et mort le 27 mai 2008, est le dernier vétéran survivant de la Première Guerre mondiale ayant combattu du côté de l'empire austro-hongrois. 

Il rejoint les troupes austro-hongroises en février 1918, s'entraîne aux côtés du régiment d'artillerie à cheval et combat sur le front italien en novembre 1918. Après la guerre, il combat contre les communistes et reste soldat jusqu'en 1921. Après la séparation de l'Empire, il devint hongrois, puis est expulsé comme de nombreux autres Hongrois d'ethnie allemande après la Seconde Guerre mondiale en Allemagne de l'Ouest où il s'installe.

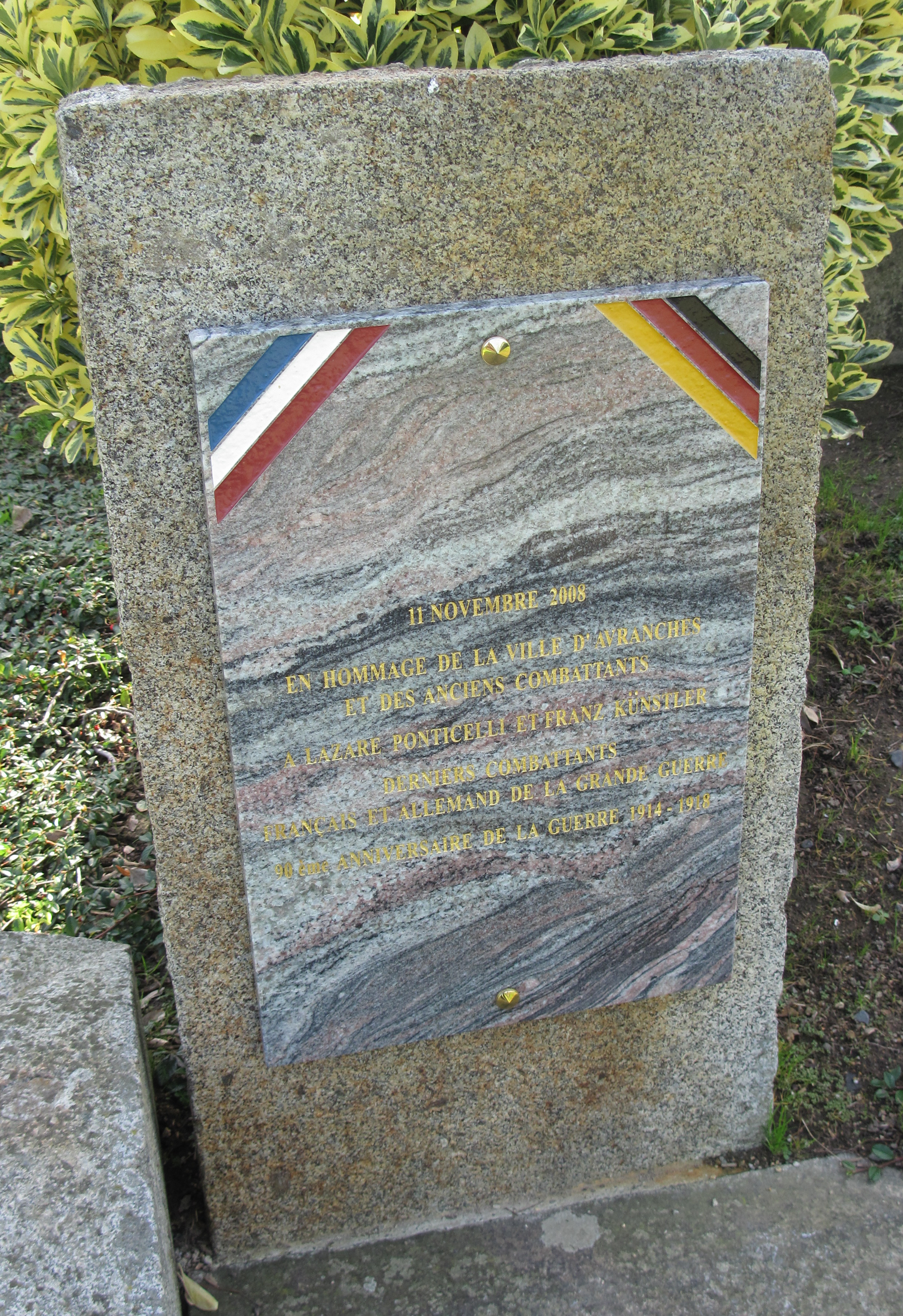
Plaque dédiée à Künstler et à Lazare Ponticelli à Avranches. La plaque porte les couleurs nationale de l'Allemagne et décrit de façon erronée Künstler comme un « combattant allemand ».

## Source
- (en) Cet article est partiellement ou en totalité issu de l’article de Wikipédia en anglais intitulé « Franz Künstler » (voir la liste des auteurs).